# ОМШ „Требиње” Требиње
Музичка школа Требиње се налази у улици Степе Степановића б.б., у Требињу. Основана је 1954. године као прва музичка школа у југоисточној Херцеговини. У сали тадашњег дома југословенске народне армије је 7. јуна 1957. године одржан први јавни концерт ученика музичке школе у Требињу. Пресељена је 21. јануар 2008. године у њихову нову адаптирану зграду где се и данас налази.
Одлуком Владе Републике Српске 8. маја 2009. године је званично одобрено отварање средње музичке школе у Требињу. Највећи број ученика у историјату школе је уписан 2014—15. година, у основну школу 237 ученика на одељењима клавира, хармонике, гитаре, виолине, виолончела и флауте и 37 ученика у средњу школу на смеровима музички извођач–инструменталац и музички сарадник–теоретичар.

## Историјат

### 1954—1961.
Почетком педесетих година 20. века у Требињу је покренута идеја о отварању музичке школе. У том периоду значајну улогу у развоју културно–уметничке сцене је имало културно–уметничко друштво „Васо Мискин – Црни” у оквиру кога су деловале фолклорна, драмска секција, мешовити хор и народни оркестар. Тих година је формиран и оркестар чији су чланови били војни музичари који су често организовали концерте у Требињу и тиме употпуњавали музичку сцену града. Културно–уметничко друштво и војни оркестар су били претече музичке школе у Требињу.
Године 1954. решењем Народног одбора, општина Требиња је званично основала Музичку школу, прву у југоисточној Херцеговини. Локална администрација, привредне организације и богатији појединци су били задужени за финансирање ове образовне установе. Школи су додељене просторије у згради бившег „Гајрета” где су биле и просторије КУД „Васо Мискин – Црни”. На самом почетку је Музичка школа имала само једну учионицу док је другу делила са културно–уметничким друштвом. У школи су формирана три одељења за клавир, виолину и виолончело. Осим индивидуалне наставе. ученици су похађали и наставу солфеђа. У сали тадашњег дома југословенске народне армије је 7. јуна 1957. године одржан први јавни концерт ученика музичке школе у Требињу. Школске 1957—58. године је формиран дувачки одсек (флаута, труба, кларинет). У том периоду је значајну материјалну помоћ школа добила од тадашњег највећег предузећа у Требињу „Индустрија Алата” од које су купили две трубе, кларинет, две виолине и клавир. Недостатак кадра и неодговарајући простор и тада, али и деценијама касније, су били основни проблеми школе.

### 1961—1974.
Године 1961. престаје са радом Војна музика и тиме се гаси дувачки одсек. Године 1963. је у оквиру школе формирана Градска музика. Школа је 1966. пресељена у нови простор, отворена су нова одељења, успостављена сарадња са колегама из Дубровника. Исте године је отворен одсек хармонике, а убрзо и формиран оркестар хармоника. Године 1968. школа је пресељена у нови простор у насеље Полице, обновљен је одсек виолине и први пут формиран одсек гитаре. Повећао се број ученика, отворила су се нова радна места и у школи почињу да раде школовани педагози. Седамдесетих година је доминирала требињска музичка школа културном сценом града. Поред интерних часова, одржавају се полугодишњи и годишњи концерти у Дому културе, школски хор наступа на свим значајним манифестацијама у граду. Године 1973. школа улази у саставни део система основних школа и предшколских установа Босне и Херцеговине. Исте године је први пут организован заједнички концерт музичких школа Требиња и Дубровника.

### 1974—данас
Године 1974. је свечаним концертом школа обележила двадесет година постојања и рада, објављена је и публикација „Школа за основно музичко образовање – Требиње 1954—1974”. Број ученика се повећавао 1979. године, а запошљавају се и нови наставници. Одржани су 27. и 28. маја 2004. године у Дому културе јубиларни концерти поводом пет деценија постојања и рада школе, када је и штампана монографија „50 година требињске музичке школе (1954—2004)”. Школа је 21. јануар 2008. године пресељена у нову адаптирану зграду, касарну некадашње југословенске народне армије, где се и данас налази. Добијањем новог простора је створена могућност отварања средње музичке школе, што је 8. маја 2009. године Одлуком Владе Републике Српске званично одобрено и од тада носи назив ЈУ Музичка школа „Требиње”. Исте године је обновљен одсек виолончела, а школске 2011—12. године флауте. Школске 2012—2013. године је матурирала прва генерација ученика средње музичке школе, а 2014. су донацијама купили први концертни клавир. Највећи број ученика у историјату школе је уписан 2014—15. година, у основну школу 237 ученика на одељењима клавира, хармонике, гитаре, виолине, виолончела и флауте и 37 ученика у средњу школу на смеровима музички извођач–инструменталац и музички сарадник–теоретичар. Школске 2015—16. године је отворен одсек виоле.

## Упис
У припремни разред се данас уписују деца осам година, са претходним тестирањем у јунском и августовском року који се састоји од провере слуха, ритма и музичке меморије. Настава се изводи групно, два пута недељно, у трајању од 45 минута. На крају припремног разреда се ученици опредељују за жељени инструмент и полажу пријемни испит за упис у први разред основне школе.
У основну школу се уписују деца до девет година уз претходно положен пријемни испит. Наставни план и програм основног образовања и васпитања је израђен за школовање у трајању од шест година. Настава се изводи индивидуално (настава инструмента) и групно (настава солфеђа, теорије музике, хора, оркестра). Наставни час у индивидуалној настави траје 30 минута од првог до трећег разреда, а од четвртог до шестог разреда 45 минута.
Средња музичка школа има два одсека: вокално–инструментални, занимање музички извођач и теоретски, занимање музички сарадник. Пре уписа у први разред средње музичке школе се полаже пријемни испит, могу се уписати ученици који су завршили основну музичку школу и они који нису завршили али су положили пријемни испит. На вокално–инструменталном одсеку главни предмет је инструмент: клавир, хармоника, гитара, виолина, виолончело, флаута и виола. На теоретском одсеку је главни предмет солфеђо.

## Догађаји
Догађаји музичке школе Требиње:
- Међународно такмичење клавира у Смедереву
- Међународно такмичење гитара у Црној Гори
- Међународни музички фестивал у Брчком[6]